# Anselmo Bucci
Pour les articles homonymes, voir Bucci.
Anselmo Bucci, né le 25 mai 1887 à Fossombrone en Italie et mort le 19 novembre 1955 à Monza en Italie, est un peintre, graveur et écrivain italien, premier lauréat du prix Viareggio en 1930.

## Biographie
Bucci expose au Salon des artistes français à partir de 1907 et obtient une mention honorable en 1910,.
En 1911, il expose au salon de la Société de la gravure originale en couleurs chez Georges Petit.

## Œuvre

### Picturale
Les œuvres principales de Bucci sont :

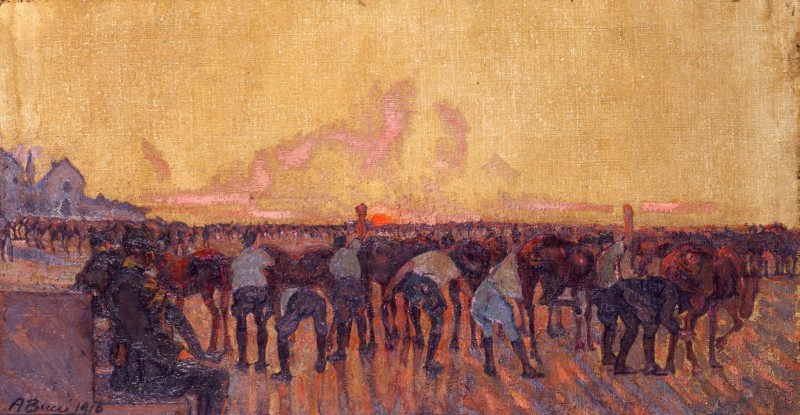
Il governo dei cavalli, 1916.

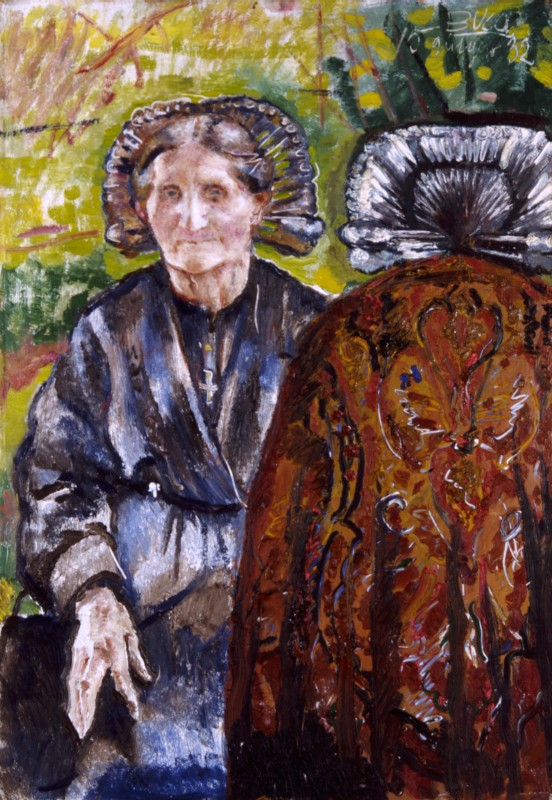
Sorelle brianzole, 1932

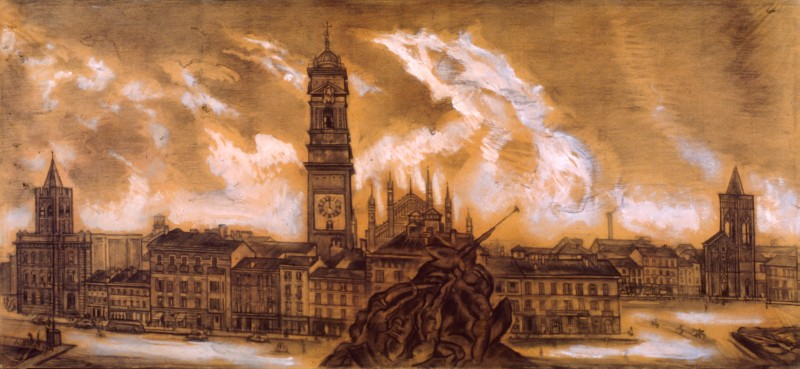
Monza, 1951.

- Ritratto di Madame Narée (1909), Galerie Ponte Rosso, Milan
- Piazza del mercato a Monza (1911), Musée de Monza
- Boulevard Haussmann (1911), collection privée
- La bottega araba (1913), Musée permanent, Milan
- Sabato del villaggio (1914), collection privée
- Quai des Grands Augustins (1914), Musée de Monza
- Vecchio armadio verde (1914), collection privée
- Il governo dei cavalli, 1916, collection d'art de la Fondation Cariplo
- Il prigioniero croato (1916), Musée de Monza
- Al balcone (1916), collection privée
- Dal barbiere. Autoritratto (1916), collection privée
- Il Liston di guerra (1918), Musée Correr de Venise
- Temporale di guerra (1918), collection privée
- San Marco (1918), collection privée
- I funerali di un anarchico (1919), Quadreria Cesarini de Fossombrone
- Corvée della legna (1919), collection privée
- La petite veuve (1919), collection privée
- Gli amanti sorpresi (1920-21), Quadreria Cesarini de Fossombrone
- Il lampo (1921), Galerie nationale d'art moderne de Rome
- Bagni a Fano (1921-23), collection privée
- I pittori (1921-24), Administration provinciale de Pesaro et Urbino, Pesaro
- Brousson, Val d'Aosta: artiglieria da montagna (1922), collection privée
- Ritratto della signora N (ritratto con collana)  (1922), collection privée
- Uscita dall'arca (1924-26), Galerie d'art moderne de Milan
- La camera dell'aceto (1925), collection privée
- Ritratto della signora Rapuzzi Guelta (1926-28), Musée de Monza
- Il bevitore (1927), Galerie d'art moderne Ricci-Oddi de Piacenza
- Per la Bigia (una rosa)  (1927), collection privée
- Autoritratto (1931),  Musée de Monza
- Praga, chiesa di St. Jacob (1931), collection privée
- La volpe (1931), collection privée
- Il riposo della bibliotecaria (1932), collection privée
- Via della Sorbona a Parigi (1932), Galerie d'art moderne de Milan
- Sorelle brianzole, 1932, collection d'art de la Fondation Cariplo
- La Bigia (1933), collection privée
- Studio di vecchia neve (1948), collection privée
- Sulla Spiaggia (1949), collection privée
- Il ponte sul Metauro (1949-1950) , Collection Verzocchi
- Monza (1951) , collection d'art de la Fondation Cariplo
- Sulla neve (1954), collection privée

### Littéraire
- Croquis du Front italien, Paris, éd. D'Alignan, 1917
- Marina a terra, Milan, éd. Alfieri & Lacroix, 1918
- Il pittore volante, Milan, éd. Ceschina, 1930 – prix Viareggio
- Paris qui bouge, Milan, éd. Hoepli, 1938
- Il libro della Bigia : grembiulini neri e bianchi, Milan, éd. Garzanti, 1942
- Rime e assonanze, Milan, éd. Gregoriana, 1951
- Figure spagnole, Milan, éd. Ceschina, 1955